# Pi (szám)

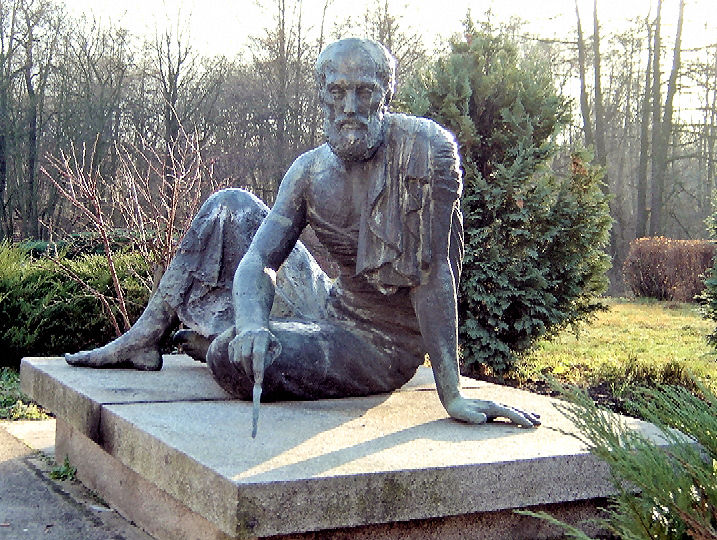
Arkhimédész szobra Berlinben. Arkhimédész bebizonyította, hogy a kör kerületének és átmérőjének aránya ugyanannyi, mint területének és sugara négyzetének az aránya. Ezt nem hívta π-nek, de megadott egy módszert e számérték tetszőleges közelítésére, és adott rá egy olyan becslést, ami π értékét 3 + 10/71 (kb. 3,1408) és 3 + 1/7 (kb. 3,1429) közé teszi. A fölső határként megadott 22/7-et még a középkorban is általánosan használták a π közelítő értékeként

Az egységnyi átmérőjű kör kerülete:

A {\displaystyle \pi } (pi) egy matematikában és fizikában használt valós szám. A leggyakrabban használt, euklideszi geometriában a kör kerületének és átmérőjének hányadosaként definiálják, ami a körök hasonlósága miatt minden kör esetén azonos.
A matematikai analízisben a körre való hivatkozás elkerülése érdekében szokás először a koszinuszt egy végtelen hatványsor összegeként definiálni, majd a {\displaystyle \pi }-t a koszinuszfüggvény legkisebb pozitív zérushelyének kétszereseként rögzíteni.
A görög {\displaystyle \pi } betű a „περίμετρος” (perimetrosz, azaz kerület) szót rövidíti. Ezt a jelölést először William Jones használta 1707-ben, majd Leonhard Euler által 1737-ben lett igazán ismert. A {\displaystyle \pi }-t ritkábban Ludolph-féle számnak is nevezik, a német matematikus Ludolph van Ceulen tiszteletére, aki a {\displaystyle \pi }-nek minél több tizedesjegyét próbálta meghatározni.
A {\displaystyle \pi } irracionális, azon belül transzcendens szám.

## A π szám értéke

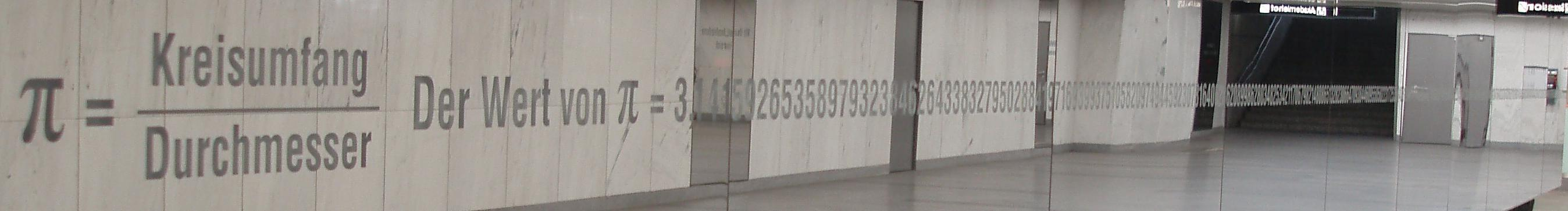
A számértéke Bécsben a Karlsplatzon

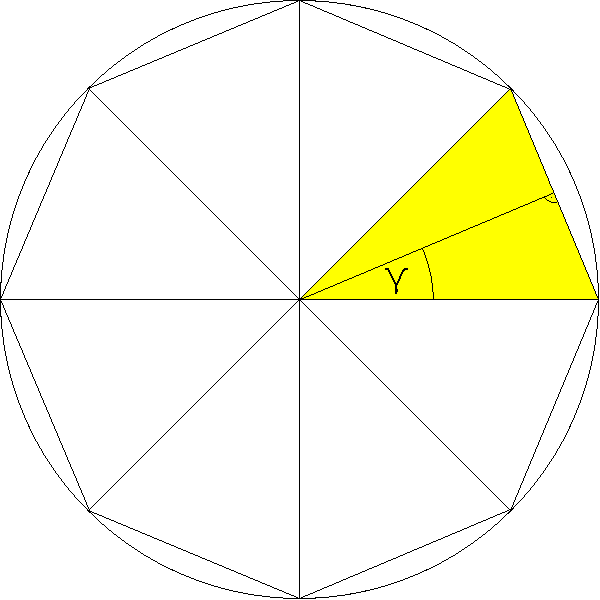
A pí közelítése egyre több oldalú szabályos sokszögek segítségével

A mindennapi életben a {\displaystyle \pi } értékére 3,14 használatos, de a tudományban sokkal nagyobb pontossággal használják ezt a számot.
A {\displaystyle \pi } ötven tizedesjegyig:
3,1415926535 8979323846 2643383279 5028841971 6939937510 …
Mivel a {\displaystyle \pi } irracionális szám (bizonyítás), tizedestört-alakja végtelen és nem ismétlődik periodikusan. Néhány tizedesjegynyi pontosság többnyire elegendő a mérnöki és tudományos munkákhoz, de modern számítástechnikai módszerekkel már 300 billió jegyét is kiszámították,  mégsem fedeztek fel a számjegyek közt semmilyen mintázatot.
A {\displaystyle \pi } értéke:  {\displaystyle \lim _{n\to \infty }\left({n}\cdot \cos \gamma \cdot \sin \gamma \right)}, ahol n egy egységnyi sugarú körbe írt szabályos konvex sokszög oldalainak száma, {\displaystyle \gamma } a szabályos sokszöget alkotó n darab egyenlő szárú háromszög középponti szögének fele. A {\displaystyle \cos \gamma \cdot \sin \gamma } értéke megegyezik az ábrán látható citromsárgával jelölt háromszög területével. Minél több oldalú a sokszög, a pí értéke annál pontosabb lesz.

## A matematikai analízisben
A {\displaystyle \pi }-t a körre való hivatkozás nélkül is lehet definiálni.
A matematikai analízisben a koszinusz definíciója tetszőleges x komplex számra (ebben a valós számok is benne foglaltatnak):
{\displaystyle \cos x=1-{\frac {x^{2}}{2!}}+{\frac {x^{4}}{4!}}-{\frac {x^{6}}{6!}}+\dots =\sum _{k=0}^{\infty }{\frac {(-1)^{k}}{(2k)!}}\cdot x^{2k}}
Ezután azt a lehető legkisebb pozitív valós számot jelölik {\displaystyle \pi }-vel, amire teljesül, hogy
{\displaystyle \cos {\frac {\pi }{2}}=0}

## Története

### Egyiptom
Az ókori Egyiptomban a {\displaystyle \pi } a kör területének kiszámításakor jelent meg mint probléma. Már az i. e. 2000 körüli időkből származó egyiptomi Rhind-papiruszon található egy képlet a kör területének kiszámítására. Természetesen az egyiptomiak nem állandóként használták a pit, a számításaikban nem fordul elő olyan elem, ami azt valószínűsítené, hogy a kör területének és kerületének pi-szerű összefüggéseit felismerték. Egy megoldóképletet alkalmaztak, amelynek megoldása eredményezi a 3,14 számértéket.

„Példa egy kerek csűrre, amelynek (átmérője) 9, (magassága) 10. Vond le a 9-ből a kilenced részét, vagyis 1-et, a maradék 8. Szorozd meg 8-cal, ez lesz 64. Szorozd meg 10-zel a 64-et, ez lesz 640. Add hozzá a felét, ez lesz 960. Ez lesz az űrtartalma harban.”

– Kákosy László fordítása

A kör területének megoldóképlete eszerint:
{\displaystyle T\approx {\frac {64d^{2}}{81}}}
ahol d a kör átmérője (a feladatban ezt még meg kell szorozni a magassággal, aztán pedig 1,5-del is, hogy a könyök hosszmérték és a har köbmérték közti váltás is megtörténjen, köbkönyökben 640 lett volna a végeredmény). Ebből a {\displaystyle \pi } értékére a
{\displaystyle \pi \approx 4\cdot \left({\frac {8}{9}}\right)^{2}=3,160493827\quad 160493827\quad 160493827\quad \dots }
közelítés adódik, ami ebben az időben csodálatos pontosságnak számított, és a jól eltalált kilencedből ered. Mivel az egyiptomiak néhány kivétellel csak egységtörteket alkalmaztak (vagyis olyan törteket, amelyeknek számlálója 1), és az 1/8, illetve 1/10 már feltűnően rossz eredményt adna, ezt a matematikai eredményt egyszerű próbálkozással elérhették. 1/10-del 2,56, 1/8-dal 4,0 lett volna az eredmény.

### Mezopotámia
Ugyanekkor Mezopotámiában a  {\displaystyle \pi \approx 3{\frac {1}{8}}=3,125} és a lényegesen durvább {\displaystyle \pi \approx 3} közelítő értéket használták. Ez utóbbit a zsidók is átvették, a Bibliában is megjelenik (1Kir 7,23). Az ókorban szinte minden országban, minden matematikával foglalkozó tudós más és más közelítést alkalmazott.

### Görögország

Arkhimédész módszere a meghatározására

Az ókori görögök felismerték, hogy a kör területe egy olyan háromszög területével egyezik, amelynek alapja a kör kerülete, magassága a kör sugara. Ezzel a {\displaystyle \pi } nem csupán körterület, hanem a körkerület kiszámításával is kapcsolatba került. Arkhimédész a körbe és a kör köré írt sokszögekkel a
 {\displaystyle 3{\frac {10}{71}}<\pi <3{\frac {10}{70}}} közelítésig pontosította elődei eredményét (3,140845-3,142857). Az Arkhimédész becsléséből származó
 {\displaystyle \pi \approx {\frac {22}{7}}} (3,142857) közelítésnél pontosabb eredményre jutott Klaudiosz Ptolemaiosz: {\displaystyle \pi \approx {\frac {377}{120}}} (3,141667).

### Kína
Kínában a földmérők a {\displaystyle \pi \approx 3} értékkel számoltak: Az i. e. 2. században készült összefoglaló munkában (Matematika kilenc könyvben) szerepel az a becslés, miszerint a kör területe a köré írt négyzetének {\displaystyle {\frac {3}{4}}}-e, ebből pedig {\displaystyle \pi \approx 3} adódik.
Ugyanakkor a gömb térfogatát a {\displaystyle V={\frac {9}{16}}\cdot d^{3}} képlettel számolták, ami a {\displaystyle \pi \approx {\frac {27}{8}}=3,375} közelítésnek felel meg.
A Han-dinasztia alatt elrendelték a mértékegységek egységesítését. Ezt a munkát Liu Hszin csillagász (időszámításunk kezdete körül) hajtotta végre. Ekkor történt a matematika történetében először, hogy törvény szabta meg a {\displaystyle \pi \approx 3,1547} értékét.
A II. és III. század fordulóján Csang Heng jutott arra a becslésre, hogy a kör kerületének és a köré írt négyzet kerületének aránya 5:8, ami a {\displaystyle \pi \approx {\sqrt {10}}=3,16227766\dots } közelítéshez vezet. A III. század végén Vang Fan a {\displaystyle \pi \approx {\frac {142}{45}}=3,15555\dots } közelítést használta, ugyanakkor Liu Huj a d=100 átmérőjű körrel számolva Arkhimédész módszerével, de nála pontosabban a {\displaystyle 314{\frac {64}{625}}<100\pi <314{\frac {169}{625}}} közelítést adta, melyet a 3072 oldalú szabályos sokszög oldalainak kiszámításával kapott.
Később Cu Csung-cse (430-501) csillagász adott pontosabb becslést, számításra a közelítő {\displaystyle {\frac {355}{113}}<\pi <{\frac {22}{7}}} törteket használta. ({\displaystyle 3,1415929<\pi <3,1428571}). A {\displaystyle {\frac {355}{113}}} már 6 tizedesjegyig pontos értéket ad.

### India
Az 5–6. század fordulója körül alkotó Árjakhabata alkalmazta a helyes összefüggést a kör {\displaystyle T} területe, {\displaystyle k} kerülete és {\displaystyle d} átmérője között:
{\displaystyle T={\frac {k}{2}}\cdot {\frac {d}{2}}}
de a gömb térfogatának és a főkör területének kapcsolatára a hibás {\displaystyle V=T\cdot {\sqrt {T}}} képletet adja meg, ami a {\displaystyle \pi \approx {\frac {16}{9}}=1,777\dots } közelítést adja. Ugyanakkor a feladatok kidolgozásánál ő maga is az akkor általánosan használt 3,1416 értékkel számol, ami a hinduk által kapott 9 tizedesjegyre pontos {\displaystyle \pi \approx {\frac {104348}{33215}}=3,1415926539\dots } becslés kerekítése. A numerikus közelítések mellett említést érdemelnek a {\displaystyle \pi }-vel kapcsolatos konvergens sorok, köztük a később Európában újra felfedezett Leibniz-sor {\displaystyle \pi /4}-hez konvergáló sora. Ennek közelítésre használt részösszege a {\displaystyle {\frac {\pi }{4}}\approx {\frac {377}{480}}} a Ptolemaiosz-féle fentebbi becsléssel egyezik.

### Iszlám országok
A perzsák 16 tizedesjegyig számították ki az értékét. Az arab matematikusok Arkhimédész módszerének alkalmazásával előbb 180 oldalú, majd 720 oldalú sokszöggel számoltak, de később kiderült, hogy számolási hibát ejtettek. Végül az 1424-ben befejezett munkájában (Értekezés a körről) Dzsamsid Gijászaddín al-Kási adott immáron helyes becslést a 228, azaz 268 435 456 oldalú sokszög kerületének kiszámításával. Eredményét babiloni hatvanados helyi értékes törtben 10 helyi érték pontossággal, azaz decimálisan 17 jegyig közölte (ez utóbbi versbe szedve a lenti ábrán látható):
{\displaystyle 2\pi \approx 6;16^{I}59^{II}28^{III}1^{IV}34^{V}51^{VI}46^{VII}14^{VIII}50^{IX}=6,2831853071795865},
ami a {\displaystyle \pi \approx 3,14159265358979325} közelítést adja.

### Európa
A középkori Európából a legkorábbi konkrét írásos emlék Novgorodból származik. Kirik diakónus 1134-es jegyzeteiben több számítás között szerepel az égitestek (Föld, Nap, Hold) térfogatának kiszámítása Eratoszthenész mérései alapján. E számításokhoz az ismeretlen forrásból származó {\displaystyle \pi \approx 3,125} közelítést használták.
Nyugaton a sokoldalú humanista, Nicolaus Cusanus 1445–59 között több művében foglalkozott a körkerület kiegyenesítésével, de csak egy eredménye volt jobb Arkhimédészénél. Módszere kissé eltért Arkhimédészétől: Arkhimédész fix kerületű körbe és köré írt 3, 6, 12, 24, …, 3·2n oldalú sokszögekkel számol, Cusanus 4, 8, 16… oldalú fix kerületű sokszögekbe és köréjük írt körökkel.
Az {\displaystyle r} sugarú körben {\displaystyle \alpha } középponti szöghöz tartozó körív {\displaystyle i} hosszára a következő képletet adta:
{\displaystyle {\frac {i}{r}}={\frac {3\sin \alpha }{2+\cos \alpha }}}
Cusanus eredményeit a 16. század végén François Viète, Willebrord Snellius, Christiaan Huygens, a 17–18. században többen, köztük Isaac Newton javították.
1597-ben Adriaan van Roomen ismételte meg az arab Al-Kási eredményét. Ezzel egyidőben Ludolph van Ceulen (1550–1617) német származású holland matematikus 1596-ban megjelent könyvében 60·233=515 396 075 520 oldalú befoglaló és körülíró sokszöget használt a {\displaystyle \pi } értékének számításához. Ezzel a módszerrel húsz tizedesjegyig határozta meg a {\displaystyle \pi } értékét, majd 1615-ben 32 jegyű közelítést publikált. Munkássága nyomán nevezik a {\displaystyle \pi }-t „Ludolph-féle számnak”.
A matematikai szakirodalom 18–19. századi eredményei között igen sok foglalkozik ezzel az akkortájt divatos problémával. Ezek nagy része naiv műkedvelők hibáktól hemzsegő munkája. A Magyar Tudományos Akadémia a 19. század közepén úgy rendelkezett, hogy „kör négyszegesítését, a szög háromfelé metszését, az örök mozgony feltalálását előadó értekezések vizsgálatlanul visszautasíttatnak”.
1761-ben Johann Heinrich Lambert svájci matematikus bizonyította be, hogy a {\displaystyle \pi } irracionális szám. Jelölésére a kis görög pi betűt 1739-ben Leonhard Euler vezette be William Jones nyomán.
1873-ban William Shanks angol matematikus 30 évi munkával 707 tizedesjegyig számította ki, de 1944-ben a szintén angol Fergusson kimutatta, hogy Shanks az 528. tizedestől kezdve tévedett.

## π-t tartalmazó képletek
A {\displaystyle \pi } sok olyan geometriai képletben szerepel, amelyek körökkel és gömbökkel kapcsolatosak.
| Geometriai alakzat                                 | Képlet                                                                                    |
| -------------------------------------------------- | ----------------------------------------------------------------------------------------- |
| A kör kerülete r sugárból, d átmérőből             | {\displaystyle K=\pi d=2\pi r\,\!}                                                        |
| A kör területe r sugárból                          | {\displaystyle T=\pi r^{2}\,\!}                                                           |
| Az ellipszis területe, a és b féltengelyekből      | {\displaystyle T=\pi ab\,\!}                                                              |
| A gömb térfogata r sugárból, d átmérőből           | {\displaystyle V={\frac {4}{3}}\pi r^{3}={\frac {1}{6}}\pi d^{3}\,\!}                     |
| A gömb felülete r sugárból                         | {\displaystyle A=4\pi r^{2}\,\!}                                                          |
| A henger térfogata h magasságból és r alapsugárból | {\displaystyle V=\pi r^{2}h\,\!}                                                          |
| A henger felülete h magasságból és r alapsugárból  | {\displaystyle A=2(\pi r^{2})+(2\pi r)h=2\pi r(r+h)\,\!}                                  |
| A kúp térfogata h magasságból és r alapsugárból    | {\displaystyle V={\frac {1}{3}}\pi r^{2}h\,\!}                                            |
| A kúp felülete h magasságból és r alapsugárból     | {\displaystyle A=\pi r{\sqrt {r^{2}+h^{2}}}+\pi r^{2}=\pi r(r+{\sqrt {r^{2}+h^{2}}})\,\!} |

## Végtelen összeggel és szorzattal való közelítés
- Viète-féle sor:

{\displaystyle {\frac {\sqrt {2}}{2}}\cdot {\frac {\sqrt {2+{\sqrt {2}}}}{2}}\cdot {\frac {\sqrt {2+{\sqrt {2+{\sqrt {2}}}}}}{2}}\cdot \dots ={\frac {2}{\pi }}}
- Leibniz-féle sor:

{\displaystyle {{\frac {\pi }{4}}=1-{\frac {1}{3}}+{\frac {1}{5}}-{\frac {1}{7}}+\cdot ...}\,\!}
- Wallis-formula:

{\displaystyle \pi =\lim _{n\to \infty }\left[{\frac {2\cdot 4\cdot \cdot \cdot 2n}{1\cdot 3\cdot \cdot \cdot \left(2n-1\right)}}\right]^{2}\cdot {\frac {1}{n}}} avagy
{\displaystyle {{\frac {\pi }{2}}={\frac {2}{1}}\cdot {\frac {2}{3}}\cdot {\frac {4}{3}}\cdot {\frac {4}{5}}\cdot {\frac {6}{5}}\cdot ...}\,\!}
- Machin-formula (1706):

{\displaystyle {\frac {\pi }{4}}=4{\text{arctg}}{\frac {1}{5}}-{\text{arctg}}{\frac {1}{239}}}
- Euler-féle sor:

{\displaystyle {{\frac {\pi ^{2}}{6}}=1+{\frac {1}{2^{2}}}+{\frac {1}{3^{2}}}+{\frac {1}{4^{2}}}+...}\,\!}
{\displaystyle {{\frac {\pi ^{4}}{90}}=1+{\frac {1}{2^{4}}}+{\frac {1}{3^{4}}}+{\frac {1}{4^{4}}}+...}\,\!}
- William Brouncker lánctörtje:

{\displaystyle {{\frac {4}{\pi }}=1+{\frac {1^{2}}{2+{\frac {3^{2}}{2+{\frac {5^{2}}{2+\cdots }}}}}}}\,\!}
- Rámánudzsan-féle sorok:

{\displaystyle {{\frac {4}{\pi }}=\sum _{n=0}^{\infty }{\frac {(-1)^{n}(1123+21460n)(2n-1)!!(4n-1)!!}{882^{2n+1}32^{n}n!^{3}}}}\,\!}
{\displaystyle {{{99^{2}} \over {{\sqrt {8}}\pi }}=\sum _{n=0}^{\infty }{{(4n)!(1103+26390n)} \over {(n!)^{4}396^{4n}}}}\,\!}
{\displaystyle \pi =\left(9^{2}+{\frac {19^{2}}{22}}\right)^{\frac {1}{4}}} (a közelítés 9 jegyre pontos)
- Csebisev-sorokból (1957)

{\displaystyle {\sum _{k=0}^{\infty }{\frac {(-1)^{k}({\sqrt {2}}-1)^{2k+1}}{2k+1}}={\frac {\pi }{8}}.}\,\!}
{\displaystyle {\sum _{k=0}^{\infty }{\frac {(-1)^{k}(2-{\sqrt {3}})^{2k+1}}{2k+1}}={\frac {\pi }{12}}.}\,\!}
- Egy szimmetrikus formula (1997):

{\displaystyle {\pi ={\frac {\displaystyle \prod _{n=1}^{\infty }\left(1+{\frac {1}{4n^{2}-1}}\right)}{\displaystyle \sum _{n=1}^{\infty }{\frac {1}{4n^{2}-1}}}}={\frac {\displaystyle \left(1+{\frac {1}{3}}\right)\left(1+{\frac {1}{15}}\right)\left(1+{\frac {1}{35}}\right)\cdots }{\displaystyle {\frac {1}{3}}+{\frac {1}{15}}+{\frac {1}{35}}+\cdots }}}\,\!}
- Bailey–Borwein–Plouffe-formula (1997):

{\displaystyle {\pi =\sum _{k=0}^{\infty }{\frac {1}{16^{k}}}\left({\frac {4}{8k+1}}-{\frac {2}{8k+4}}-{\frac {1}{8k+5}}-{\frac {1}{8k+6}}\right)}\,\!}

## Matematikai tulajdonságai
Transzcendenciáját Lindemann bizonyította be. De attól még nem Liouville-szám, hogy transzcendens, ugyanis, mint Kurt Mahler 1953-ban igazolta,
{\displaystyle {\left|\pi -{\frac {p}{q}}\right|>{\frac {1}{q^{42}}}}\,\!}
minden olyan {\displaystyle {\frac {p}{q}}} racionális számra, amelyben {\displaystyle {q\geq 2}}.

## Pi-versek

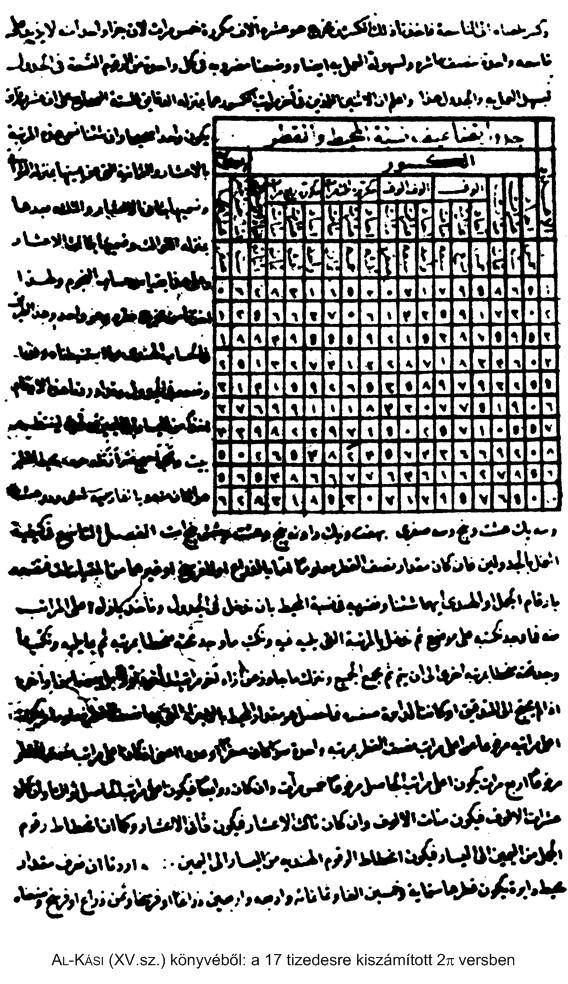
A versben

Ismeretesek olyan mnemotechnikai „versek”, amiknek szavai annyi betűt tartalmaznak, mint a {\displaystyle \pi } soron következő számjegye.
A következő négy vers harminc tizedesjegyig adja meg a {\displaystyle \pi } értékét:
Nem a régi s durva közelítés,

Mi szótól szóig így kijön

Betűiket számlálva.

Ludolph eredménye már,

Ha itt végezzük húsz jegyen.

De rendre kijő még tíz pontosan,

Azt is bízvást ígérhetem.
Bír-e, érez-e ember nyugalmat,

Ha lelkét nehéz bús emlék zaklatja.

Szüntelen felhőbe burkolózó idő az,

Ami változni ámha akarna se tudhat,

Mert azt nem írhatja már le halandó kívánsága.
Íme a szám: a görög periféria pi betűje.

Euler meg Viète végtelen összeggel közelít értékéhez.

Lám, őt már Egyiptom, Kína, Európa is akarta, hogy

„ama kör kerülete úgy ki lehetne számlálva”.
Egy s négy a három gyermekei,

De vannak bőven még mások;

Sorunkat folytatva

Ezentúl halljátok:

Egy, öt meg kilences,

Majd kettes jő sorban,

Csak nem ezt jelentik így,

Ha versben szólottam.
Az utolsó vers érdekessége, hogy a második versszakban (5-8. sor) szereplő számokat meg sem kell jegyezni, hiszen azok már bele vannak kódolva a vers elejébe a szavak hosszúsága által.
Az alábbi vers 48 tizedesjegyig követi a pi értékét.
Itt e szám, a sorok halmazába’,

és elrejt, tudom, oly tényt,

melyeket tudvalevő Ludolph rögzített.

Ezt, az itt elsorolt húsz számot,

és bizony azon túl sok tizedest,

azt is bízvást ismerteti.

Euler … pi jelölést alkalmaz, mert

e számsorok ezentúl a körnél gyakoriak!

Jól használva, kerületet fog alkotni száma...
Egy másik rövid vers:
Még a vége a sötét végtelené,

De mennyi tudós néz feléd!

Fürkészi kíváncsin parányi nagyságod,

Bár Te még elrejted, mint kisfiú,

Ki retteg, mert eső jön kéretlen.

Hej, Pi! Titkaid felfednéd?

Hoppá, 0 jő!

Befejező mondatot most Ő

verseljen magának...

Még egy hosszú vers:
Haj, a háta a borús Petőfinek!

Mi bűnnel okolt kín, amely keservét

Indokolja? Körtéje kerteknek tán,

Mi túl csábosan leng faágon?

Az bizony.

Kert vén fái bámulnak, lám,

Öt kerítés védőfalán

Által.

Vállalkozó, ha átmászik védfalán,

Oroz ő, szerencse lovagja, a

»Várból« körtvéket, míg szomszéda

Szunyókál. Aki felriad akkor;

A haddelhadd felér veréssel, ám

Szenvedője vigadalma csekély.

Azon igyekszik, hogy sors által

Semennyit is nem támogatván,

Siessen messzire.

### Pi-vers 150 tizedesjegyig
A valaha közölt pi-versek közül az alábbi a leghosszabb, amelyik valójában a piről, és annak keletkezéséről szól, és 150 tizedesjegyig készítette alkotója, Pothurszky Géza. A nullák helyén három pont ... szerepel.
(3,1415926535 8979323846 2643383279 5028841971 6939937510

5820974944 5923078164 0628620899 8628034825 3421170679

8214808651 3282306647 0938446095 5058223172 5359408128)
Íme a szám, a híres, nevezetes pi,

melyet tudom már régen kutatnak.

Elismerve Ludolph számsorát

már az itt jegyzett húsz számon.

És tudjuk, vele sok kör kerülete

már az átmérők szorzatai.

Görög ... pi betűként: végtelen szám,

a kerületek hosszát e jellel számlálod!

Már bármilyen kerületet tud "lemérni" ezzel,

s ... jegye pontosan jó ... eredményt számlál majd.

Egyiptomi régi írás, Rhind-papirusza is

már ... emleget bizonyos, a körről való

... sekély, de meggyőző tudást.

Pi ... értékről tudósokon keresztül

rögzítve, Biblia is ismertet ...

Már Kína tudósaik, Cu Csung-cse,

Heng is, s a társaik ... tudták értékét számítani.

Indiában is e szám értékeit ... kutatták,

kilenc jegye (a sok pi számítás jó,

sőt) ... nagyon pontos, kész jegyeik.

... Európában rég' Novgorod járt élen.

Shanks, ... Matsunaga, Sharp,
tudós ... elmék érdemeik az új jel

a hiteles pi érték adó száma.

Korunknak "gépe" ... számítja a pi értékeit.
Egy angol változat 14 tizedesjegyig (figyeljük meg, hogy az első szó 3, a második 1, a harmadik 4, a negyedik 1... betűt tartalmaz):
How I want a drink, alcoholic of course,

after the heavy chapters involving quantum mechanics!

## Pi a kultúrában
- Pi (1998), Darren Aronofsky filmje
- Pi 3,14 (1981), a Rockets zenekar nagylemeze
- Carl Sagan Kapcsolat c. regénye

### Számjegytáblázatok
- {\displaystyle \pi } egymillió számjegyig Archiválva 2004. július 1-i dátummal a Wayback Machine-ben
- {\displaystyle \pi } négymillió számjegyig
- {\displaystyle \pi } kétszázmillió számjegyig

### Történeti, természettudományi és matematikai vonatkozások
- Kürschák József: A körmérés elmélete (első rész)
- Miért fontos a pi ({\displaystyle \pi }) pontos értékét meghatározni?
- 3,14 – Tökéletes hamisítvány Archiválva 2008. május 15-i dátummal a Wayback Machine-ben (Magyar Narancs, XX. évf. 11. szám, 2008. március 13.)

### Pi-versek és pi-dalok
- Minden idők legjobb magyar nyelvű pi-verse Archiválva 2008. december 28-i dátummal a Wayback Machine-ben
- További pi-versek magyarul (Elemi matematika IV., egy elemi matematikakurzus weblapja a Szegedi Tudományegyetemen)
- {\displaystyle \pi }-dal – dallam a {\displaystyle \pi } számjegyeiből

### Egyéb
- Pi-memory
- {\displaystyle \pi } a japánoktól
- Pi.lap.hu – linkgyűjtemény
- Pi-day március 14.
- Pi-blog magyar pi-blog